# Corso Vittorio Emanuele II (Roma)
Corso Vittorio Emanuele II (dal 2015 corso Vittorio Emanuele Secondo), comunemente noto come corso Vittorio, è un'ampia arteria stradale di Roma, che collega piazza del Gesù con piazza Pasquale Paoli, all'inizio di ponte Vittorio Emanuele II.

## Storia

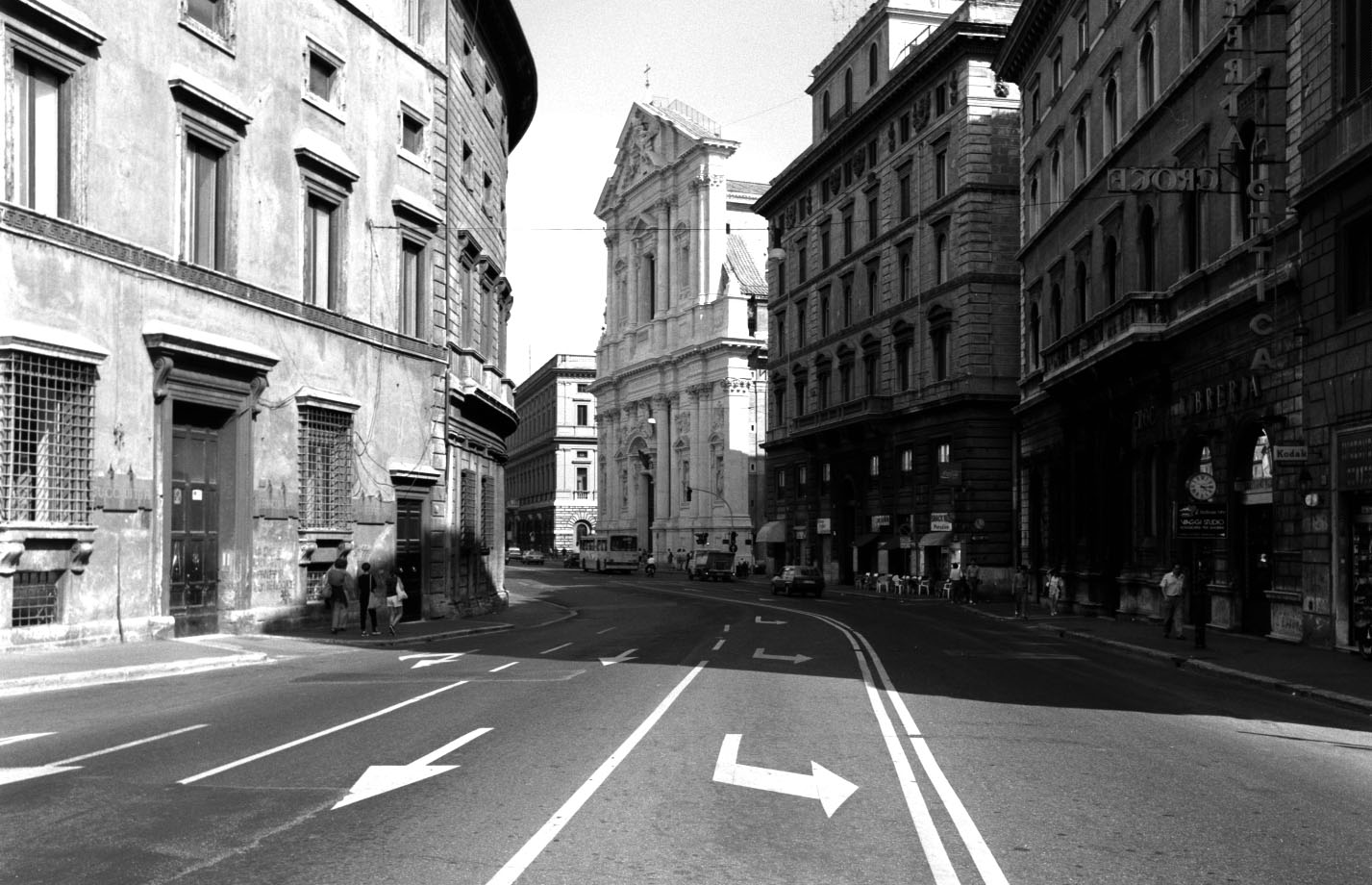
Corso Vittorio Emanuele II (2001)

La nuova strada, in prosecuzione di via Nazionale, dall'angolo dell'antica via Cesarini presso la piazza del Gesù, fino al nuovo ponte sul Tevere, fu intitolata a Vittorio Emanuele II di Savoia, primo re d'Italia, venendo denominata "corso Vittorio Emanuele", con l'approvazione della proposta n. 118 della Giunta di Statistica al Consiglio comunale di Roma del 19 aprile 1886. Nel 1944, a seguito dell'abolizione delle denominazioni stradali relative ai membri dell'ex Casa regnante, con la delibera del Governatore Giovanni Orgera n. 1152 del 19 maggio, il corso, per il quale era inizialmente previsto il nome di "corso della Costituente", venne rinominato, insieme agli omonimi ponte e piazza, "corso Vittorio Emanuele II", per specificare che, a suo tempo, la dedica era per quel sovrano.
La strada era stata immaginata per creare un collegamento rapido fra il centro monumentale e amministrativo della città (via del Corso e adiacenze) e i nuovi quartieri borghesi in costruzione, allora, oltre Tevere sui Prati di Castello, tagliando, con un percorso pressoché rettilineo, gli antichi rioni annidati nell'ansa del fiume.
Per la sua realizzazione furono demoliti molti palazzi storici tra i quali figurava il palazzo Sforza-Cesarini.